# مینچو پاشوف
مینچو پاشوف (بلغاری: Минчо Пашов؛ ۷ نوامبر ۱۹۶۱ – ۱۵ نوامبر ۲۰۱۹) وزنه‌بردار اهل بلغارستان بود.
وی در مسابقات کشوری و بین‌المللی در مجموع برندهٔ ۱۳ مدال طلا، ۶ مدال نقره، ۲ مدال برنز شده‌است.